# Barbeau (poisson)
Pour les articles homonymes, voir Barbeau.
Taxons concernés
- Famille :
  - Cyprinidae
- genres comportant des « barbeaux » :
  - Barbus
  - Barbonymus
  - Probarbusmodifier

Le terme Barbeau est un nom vernaculaire ambigu, qui désigne différentes espèces de poissons de la famille des Cyprinidés.

## Noms français et noms scientifiques correspondants
Entre confusions, habitudes locales et traditions régionales, de nombreux noms lui[Qui ?] sont attribués : barbeau fluviatile, barbel, barbet, barbillon, berbelet, barboti, barbu, barbelat, coquillon, écalot, drenek.

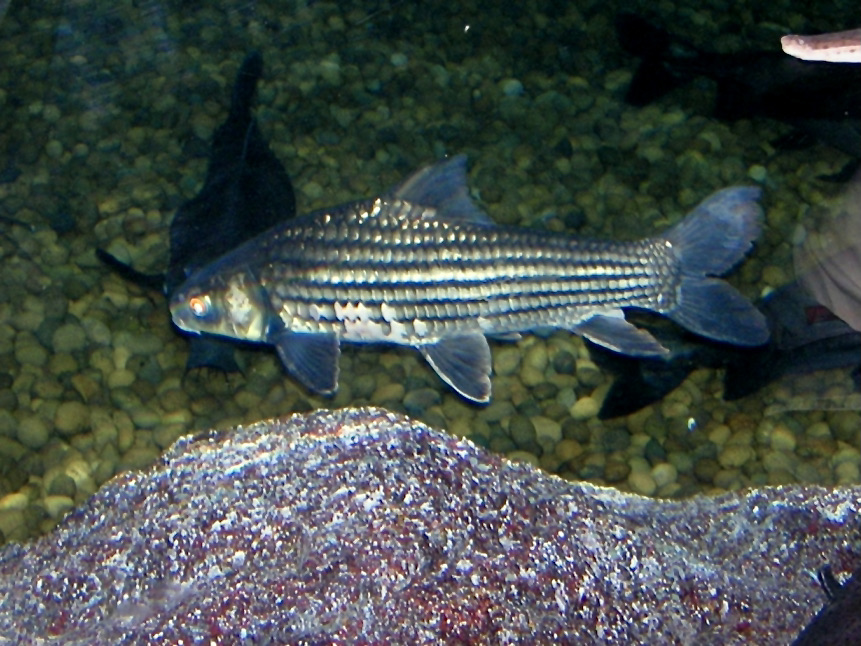
Barbeau de Jullien, fleuves et rivières d'Asie du Sud-Est, aquarium Sea Life Bangkok Ocean World, Bangkok, Thaïlande

Liste alphabétique des noms vulgaires ou des noms vernaculaires attestés en français :

Note : certaines espèces ont plusieurs noms et, les classifications évoluant encore, certains noms scientifiques ont peut-être un autre synonyme valide.
En gras, les espèces les plus connues des francophones.
- Barbeau argenté de Thaïlande - Barbonymus gonionotus
- Barbeau commun - Barbus barbus
- Barbeau de Java - Barbonymus gonionotus
- Barbeau de Jullien - Probarbus jullieni
- Barbeau du désert - Barbus deserti
- Barbeau fluviatile - voir Barbeau commun
- Barbeau méridional - Barbus meridionalis
- Barbeau truite ou Barbeau truité - voir Barbeau méridional.

## Influence culturelle
Une hypothèse évoque la possibilité que le barbeau ait donné son nom à la ville lorraine de Bar-le-Duc, s'appuyant sur le fait que les armoiries du duché représentent deux barbeaux :
"Parti, en 1 d'azur semé de croisettes recroisetées au pied fiché d'or aux deux bars adossés d'argent brochant sur le tout, et en 2 aussi d'argent aux trois pensées tigées et feuillées au naturel."
Dans les jeux vidéos, le barbeau a donné son nom à un pokémon poisson, Barpau. Le nom est en effet un jeu de mots entre « barbeau » et « crapaud », car le pokémon, de base très laid, évolue en un magnifique poisson, comme le crapaud qui, selon la légende, se transforme en prince charmant.

## Calendrier
Dans le calendrier républicain français, le 21e jour du mois de Prairial est officiellement dit jour du Barbeau.